# Целіїв
Целі́їв — (прослухатиⓘ) село в Україні, у Васильковецькій сільській громаді Чортківського району Тернопільської області. Розташоване на річці Тайна, в центрі району. До 2015 центр Целіївської сільської ради. До Целієва приєднано село Мишківці.
Від вересня 2015 року ввійшло у склад Васильковецької сільської громади.
Населення — 1 248 особи (2015).

## Історія
Поблизу Целієва виявлено археологічні пам'ятки трипільської і черняхівської культур.
Перша писемна згадка — 1391 рік. Грамотою від 1391 року польський король Ягайло надав у користування шляхтичу Пйотрови Добкови з Олевина кілька поселень, в тому числі і Целіїв). Село входило до Яблунівського староства Руського воєводства Королівства Польського, з 1569 року Речі Посполитої.
12 червня 2020 року, відповідно до розпорядження Кабінету Міністрів України № 724-р «Про визначення адміністративних центрів та затвердження територій територіальних громад Тернопільської області» увійшло до складу Васильковецької територіальної громади.
19 липня 2020 року, в результаті адміністративно-територіальної реформи та ліквідації Гусятинського району, село увійшло до складу новоутвореного Чортківського району.

## Політика

### Парламентські вибори, 2019
На позачергових парламентських виборах 2019 року у селі функціонували 2 окремі виборчі дільниці № 610237 і 610265, розташовані у приміщенні клубу.
Результати
- зареєстровано 967 виборців, явка 48,29%, найбільше голосів віддано за «Слугу народу» — 42,64%, за Радикальну партію Олега Ляшка — 13,20%, за Всеукраїнське об'єднання «Батьківщина» і «Європейську Солідарність» — по 9,52%.[4] В одномандатному окрузі найбільше голосів отримав Ігор Сопель (Слуга народу) — 41,11%, за Миколу Люшняка (самовисування) — 26,44%, за Аллу Стечишин (самовисування) — 8,67%[5].

## Населення

### Мова
Розподіл населення за рідною мовою за даними перепису 2001 року:
| Мова       | Кількість | Відсоток |
| ---------- | --------- | -------- |
| українська | 1402      | 99.93%   |
| білоруська | 1         | 0.07%    |
| Усього     | 1403      | 100%     |

## Релігія
- церква Покрови Пресвятої Богородиці (1909, мурована, УГКЦ.)

## Соціальна сфера, та освіта
Працює Целіївська гімназія ст. (129 дітей), дошкільний заклад (15 дітей), 2 клуби, бібліотека.
В селі працює 8 магазинів.

## Пам'ятники
- воїнам-односельцям, полеглим у німецько-радянській війні (1962 р.)
- пам'ятний хрест на честь скасування панщини в Австрійській імперії (1900).

## Відомі люди

### Народилися
- Михайло Базник -.український педагог, громадський діяч

## Галерея

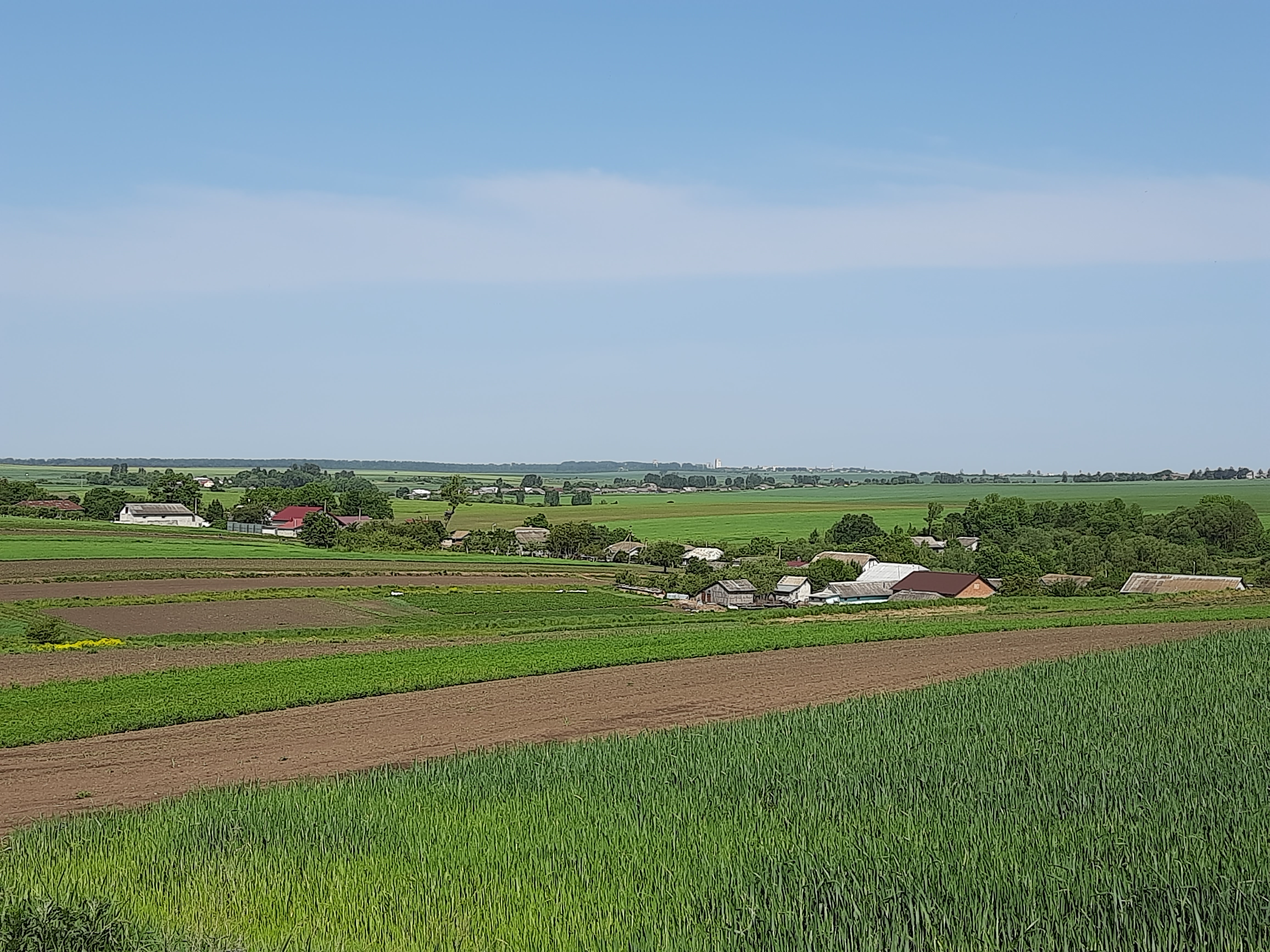
Вигляд на село
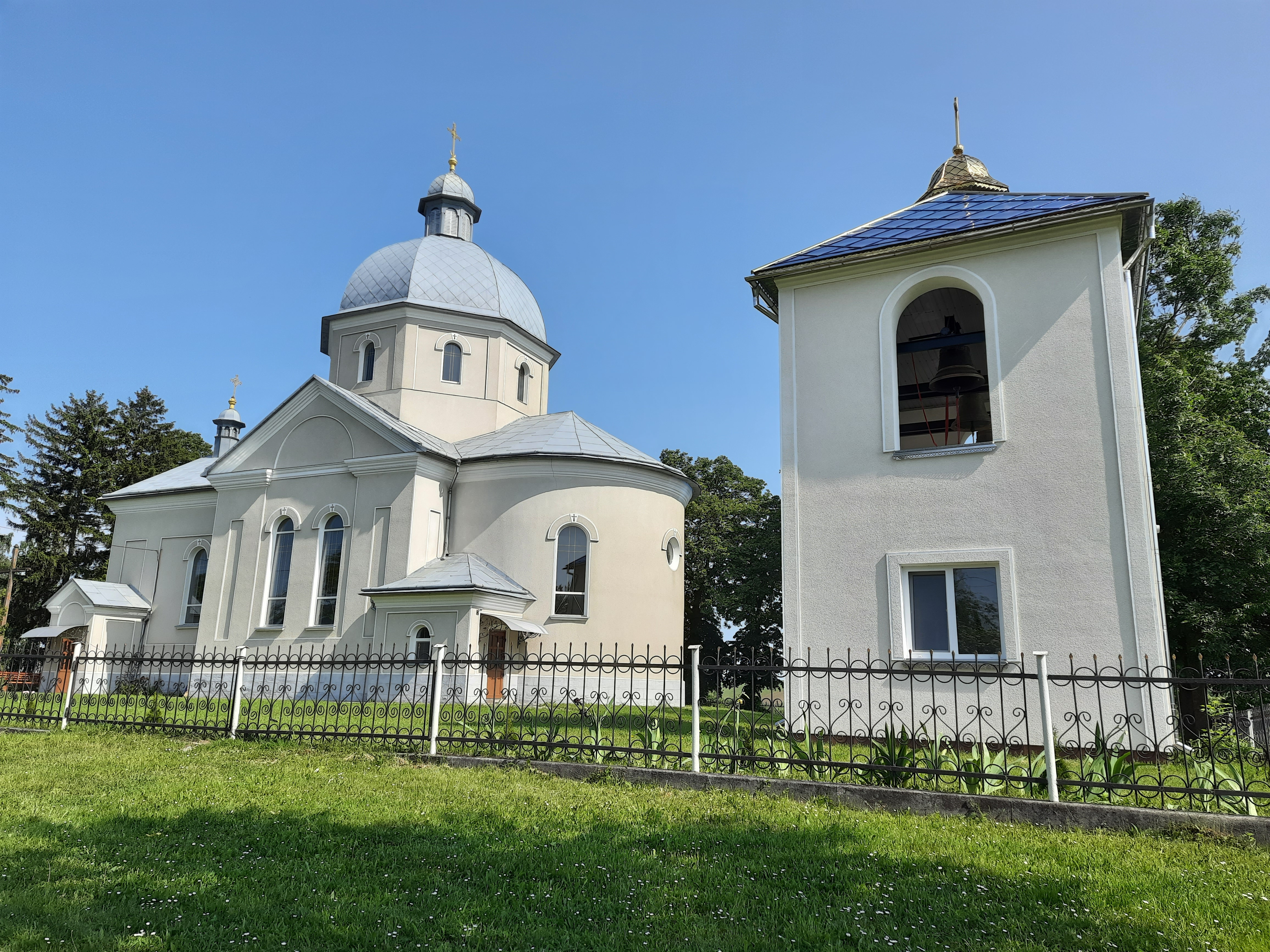
Церква Святої Покрови
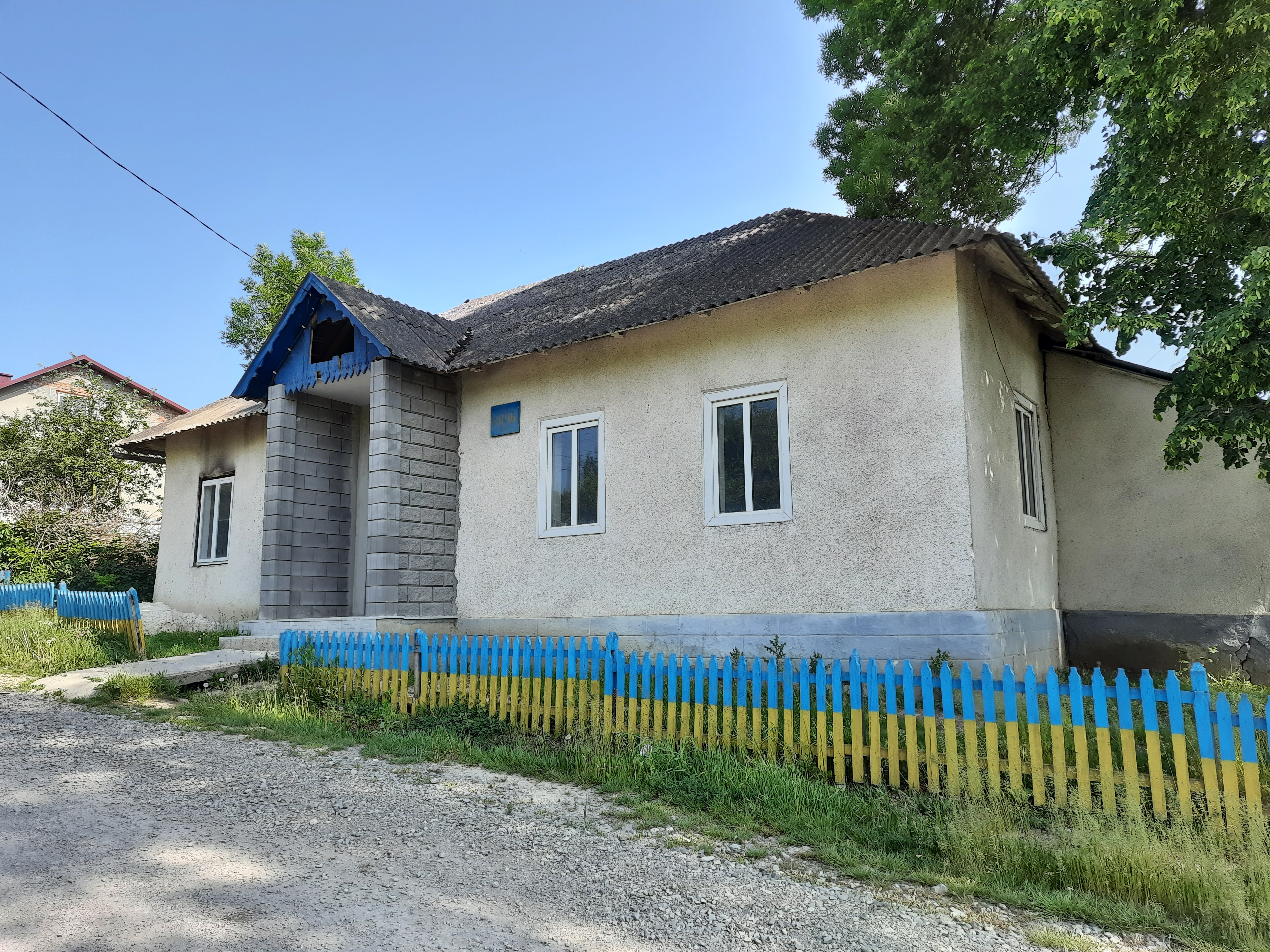
Клуб
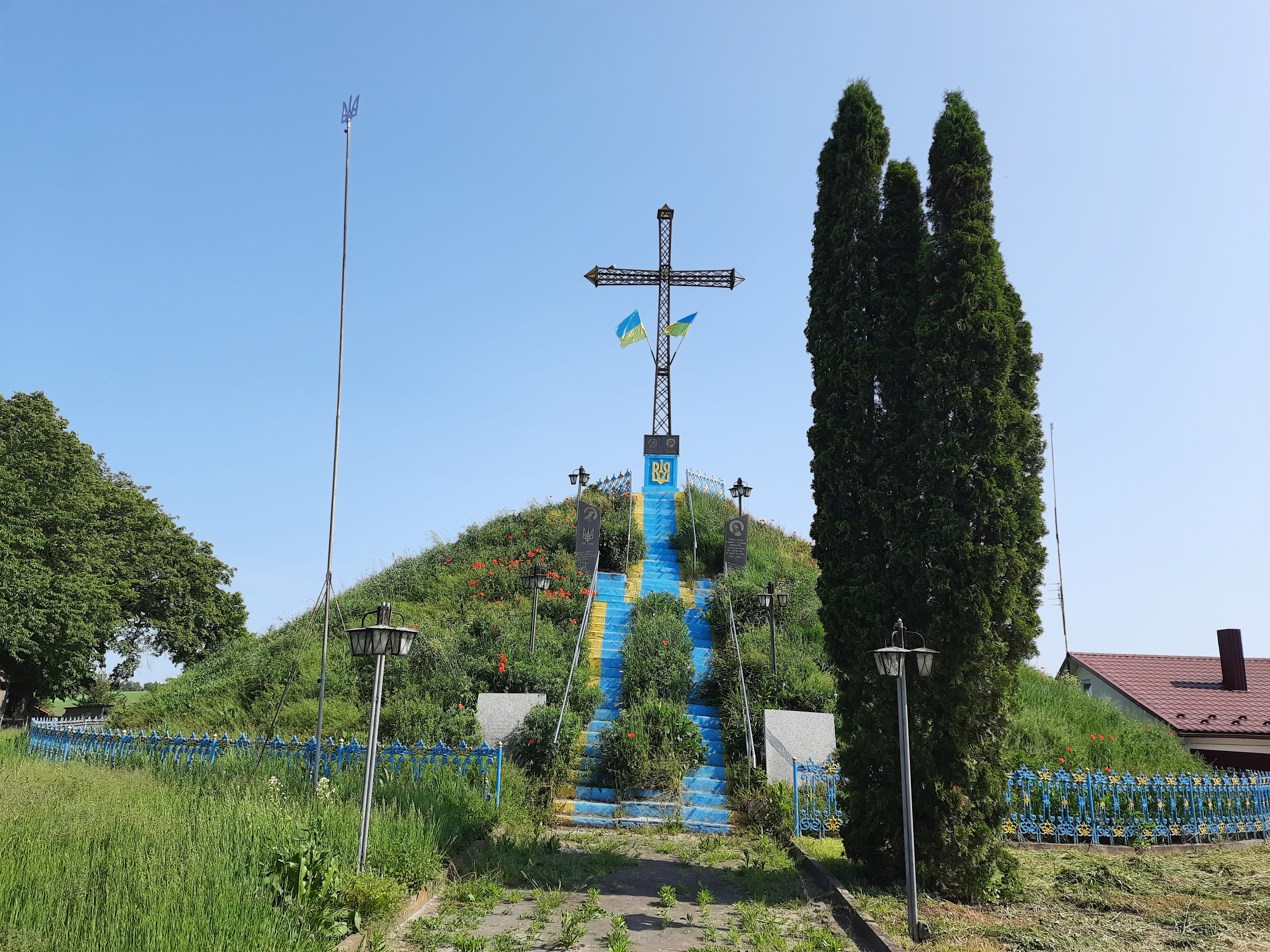
Символічна могила Борцям за волю України
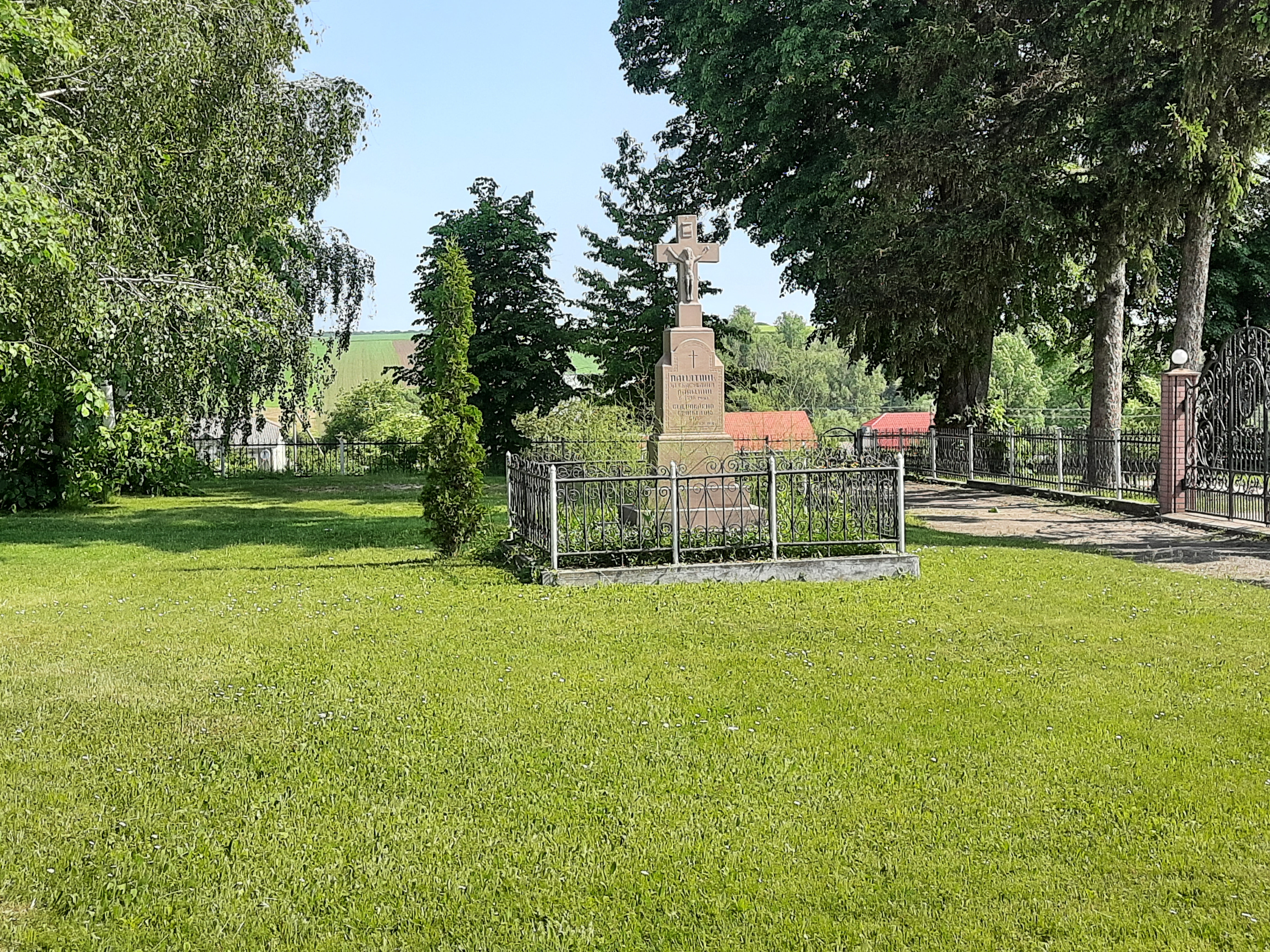
Пам'ятний знак з нагоди скасування панщини